# 塔爾氏盤麗魚
塔爾氏盤麗魚，為輻鰭魚綱鱸形目隆頭魚亞目慈鯛科的其中一種，分布於南美洲亞馬遜河西部流域，體長可達13.2公分，棲息在河川中底層水域，生活習性不明。